# Kožmani
Kožmani falu, szórványtelepülés Szlovéniában, a Goriška statisztikai régióban, Ajdovščina község déli részén. Közigazgatásilag Ajdovščinához tartozik.